# Erich von Däniken
Erich von Däniken (Zofingen, Aargau, Švicarska, 14. travnja 1935.), kontroverzni švicarski popularnoznanstveni pisac, koji je postao popularan zbog ideja iznesenima u svojim djelima u kojima tvrdi da su Zemlju u prapovijesti i starom vijeku posjećivala izvanzemaljska bića, koja su utjecala na razvoj čovječanstva.
Njegov prvijenac "Sjećanje na budućnost" objavljen 1968. godine postao je svjetska uspješnica. Nakon njega napisao je još 18 naslova koji su prevedeni na 28 jezika i širom svijeta prodani u preko 51 milijun primjeraka.
Tokom zadnjih 20 godina Däniken održava predavanja diljem svijeta a za svoj istraživački rad primio je mnoga međunarodna priznanja.
U svojoj literaturi Däniken se bavi tajnama povijesti i to prvenstveno onima arheološke prirode čijim se svakim novim otkrićem, kako veli Däniken, širi krug pitanja u čijem središtu se kao odgovor uvijek nalaze stare kulture čovječanstva.

## Djela
- Sjećanje na budućnost (Erinnerungen an die Zukunft, 1968.)
- Povratak zvijezdama (Zurück zu den Sternen, 1969.)
- Sjetva i svemir (Aussaat und Kosmos, 1972.)
- Prorok prošlosti (Prophet der Vergangenheit, 1979.)
- Dan kada su došli bogovi (Der Tag, an dem die Götter kamen, 1984.)
- Tragom bogova (Auf den Spuren der Allmächtigen, 1993.)
- Bogovi su bili astronauti (Die Götter waren Astronauten, 2001.)
- Sumrak bogova (Götterdämmerung – Die Rückkehr der Außerirdischen, 2009.)